# Луи де Бурбон-Руссильон
Луи де Бурбон (фр. Louis de Bourbon; ум. 19 января 1486 или 1487) — граф де Руссильон и де Линьи, французский военачальник, адмирал Франции.

## Биография
Внебрачный сын герцога Шарля I де Бурбона от Жанны де Бурнан. Легитимирован жалованной грамотой в 1463 году.
Был помолвлен с Марией, дочерью бастарда Жана Дюнуа, но Людовик XI, в награду за верность во время войны с лигой общественного блага, выдал за него свою внебрачную дочь от Фелизе Реньяр, Жанну де Валуа, легитимированную 25 февраля 1465 года.
В 1465 году стал графом де Руссильон (в Дофине). В 1466 году был назначен адмиралом Франции (известен как «адмирал де Бурбон»); также стал губернатором Дофине, капитаном Гранвиля и Онфлёра.
В 1468 году был направлен отвоевывать Нормандию у мятежных принцев, разбил бретонцев, пришедших на помощь лигистам, и меньше чем за месяц подчинил всю провинцию. Присоединился к королю в Перонне, находился при нём во время осады Льежа.
В 1469 году стал одним из первых рыцарей основанного Людовиком ордена Святого Михаила. В 1470 году по поручению короля корабли адмирала Бурбона охраняли эскадру графа Уорвика, искавшего убежища во Франции, от возможного нападения бургундского флота, союзного королю Эдуарду IV.
В 1471 году под командованием своего брата Пьера де Божё участвовал в походе на Жана д’Арманьяка и отличился при взятии Лектура.
В 1475 году получил от короля графство Линьи, конфискованное у казненного коннетабля Луи де Люксембурга, которого адмирал арестовал и доставил в Париж.
Во время Бургундской войны в 1475 году был отправлен на завоевание Артуа; разгромил у Арраса фламандское войско под командованием Жака де Люксембурга, который был взят в плен вместе с Пьером де Бурбон-Каранси. В том же году вместе с Филиппом де Коммином и Эмбером де Батарне присутствовал на подписании секретного договора о перемирии между Людовиком и представителем герцога Бургундии.
После гибели Карла Смелого снова был послан в Артуа и Эно, вскоре король к нему присоединился, и графства были завоеваны. В ходе этой кампании адмирал разгромил у Турне 15-тыс. корпус Адольфа Эгмонта, графа Гельдернского, который погиб в бою.

## Семья
Жанна де Валуа (ок. 1447—1519), графиня де Руссильон и де Линьи, дама де Мирбо, де Валонь и д’Юссон, дочь Людовика XI и Фелизе Реньяр.
Дети:
- Сюзанна де Бурбон-Руссильон (1466—1531), графиня де Руссильон и де Линьи. Муж 1): Жан де Шабанн, граф де Даммартен (1462—1503); 2): Шарль де Буленвийе (ум. 1529)
- Шарль де Бурбон-Руссильон (ум. 1510), граф де Руссильон и де Линьи. Жена (1506): Анна де Ла Тур д’Овернь, дама де Монгаскон (ум. 1530), дочь Годфруа де Ла Тура, сеньора де Монгаскон, и Антуанетты де Полиньяк. Вторым браком вышла за Жана де Монморанси (ум. до 1516), сеньора д’Экуана, сына Гийома де Монморанси
- Анна де Бурбон-Руссильон (1467—1507), дама де Мирбо. Муж (1493): Жан III д’Арпажон, барон де Северак (1467—1516)
- Екатерина де Бурбон-Руссильон

Бастард:
- Жан, бастард де Бурбон (ум. 1487), аббат в Сёйи.